# Pestiño

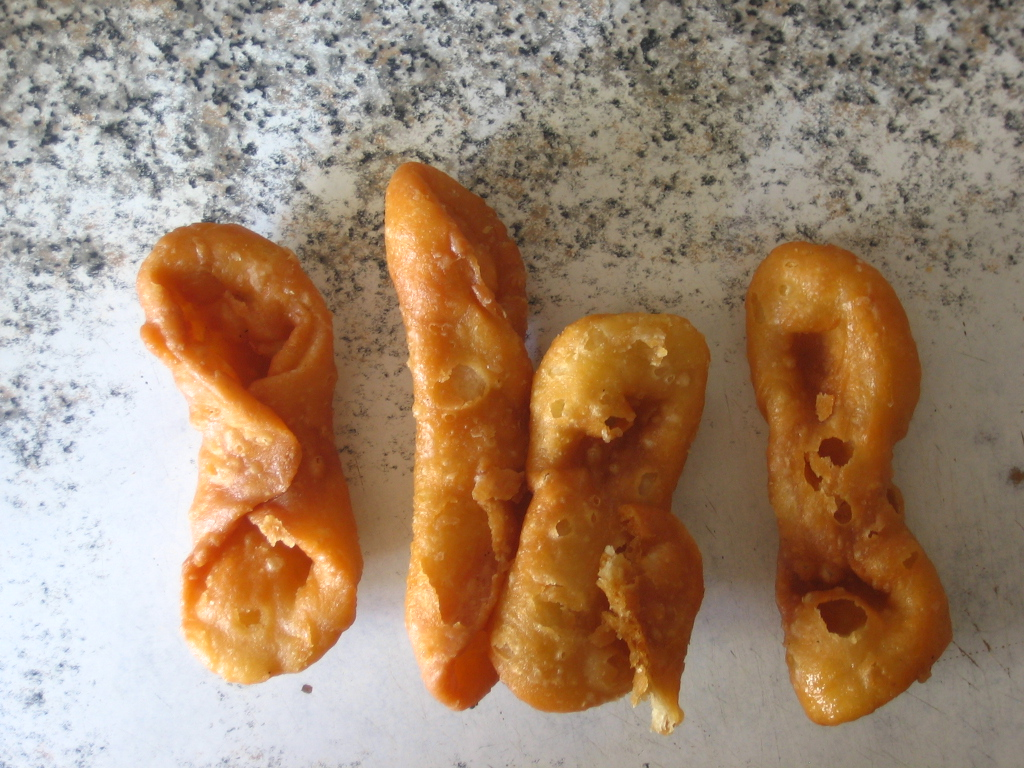
Pestiños

O pestiño é um doce típico da Andaluzia, e de outras zonas de Espanha, tradicionalmente consumido no Natal, embora em algumas localdiades se confecione todo o ano. É feito com massa de farinha, frito em azeite e passado por mel. Em Valência é chamada pestinyo e é aromatizado com anis e laranja. Na região de Salamanca, onde também é popular, é chamado sacatrapos ou sacatrapu e, como em Toledo, é típico da Semana Santa.
É comum aromatizar a massa com sésamo. O tamanho e forma são variáveis, embora geralmente seja um quadrado de massa com dois dos cantos opostos colados ao centro. Em vez de mel, por vezes usa-se açúcar.  Além da forma, também a composição varia conforme a região. Em Málaga são chamados borrachuelos.